# Nikita Chrusjtjovs sko

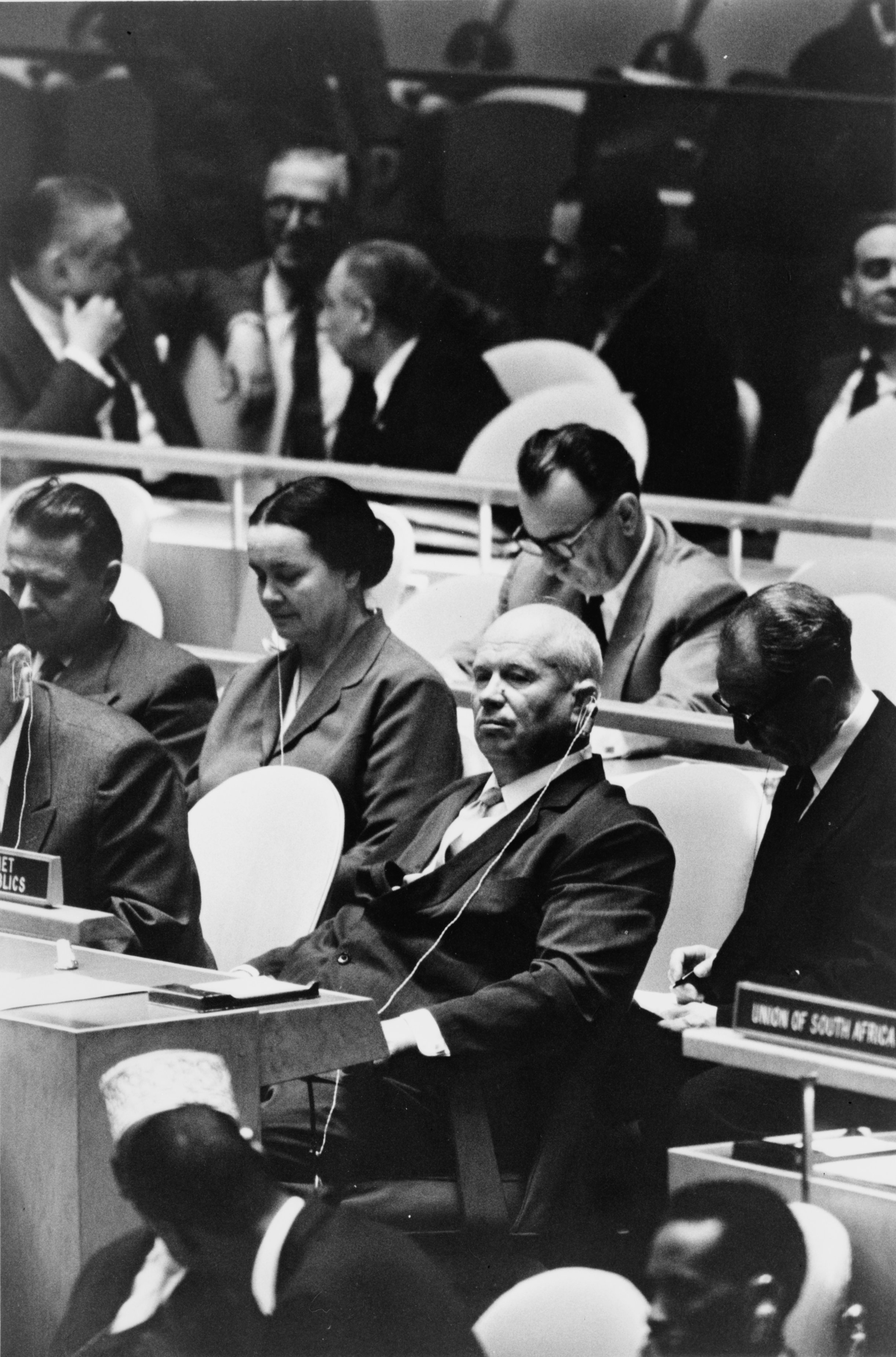
Nikita Chrusjtjov i FN:s generalförsamling i september 1960, tre veckor före den påstådda incidenten.

Nikita Chrusjtjovs sko är en sko buren av Sovjetunionens ledare Nikita Chrusjtjov. Den bankades i bänken alternativt viftades i luften, under mötet i plenum (902) för FN:s generalförsamling i New York den 12 oktober 1960. Bankandet eller viftandet ska ha varit en missnöjesyttring av Chrustjov.
Några medier som rapporterade om händelsen var The New York Times, The Washington Post, The Guardian, The Times, Le Monde och Dagens Nyheter. New York Times visade ett foto med Chrusjtjov bredvid Andrej Gromyko och med en sko på Chrusjtjovs bord.
Irländaren Frederick Boland, som var ordförande i FN:s generalförsamling, skall under sammanträdet även ha slagit så hårt med ordförandeklubban att den gick sönder.

## Avsaknad av fotografier och videoupptagningar
Det finns inga fotografier eller videoupptagningar av själva händelsen. Både amerikanska NBC och kanadensiska CBC hade 2003 sökt i sina arkiv utan att hitta en videoupptagning av händelsen.
När Lilian Öhrström år 2004 skrev i Dagens Nyheter om avsaknaden av videoupptagningar hörde flera läsare av sig och menade att de hade sett rörliga bilder på händelsen trots att några sådana inte gick att få fram. Flera sade sig ha sett svartvita rörliga bilder på svensk tv men SVT:s arkiv svarade att det inte fanns sådana bilder och sade att "skohändelsen är en modern vandringsmyt."